# Кора (народ)

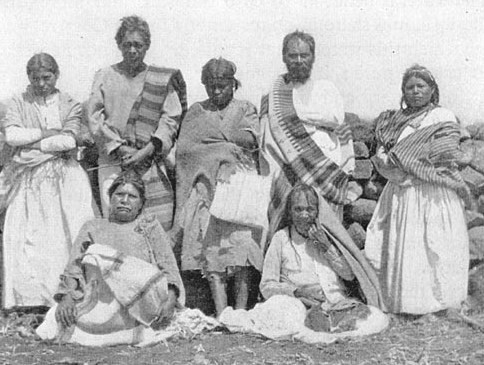

Ко́ра (исп. Cora) — коренная этническая группа западно-центральной Мексики, проживающая в муниципалитете Эль-Наяр на востоке штата Наярит, а также в некоторых поселениях соседнего штата Халиско. Сами кора называют себя náayarite, что является мн.ч., а náayari — ед.ч. Собственно говоря, отсюда и пошло название штата Наярит (Nayarit). Перепись населения 2000 года показала, что на сегодняшний день насчитывается около 24390 представителей этого народа. В эту цифру включались все члены семьи, где хотя бы один из родителей владел языком кора, то есть являлся его носителем. Из этих 24 с небольшим тысяч, носителями являются 67 % (около 16357 человек), 17 % не говорят на языке, а ещё 16 % вообще отказались дать какую-либо информацию о владении языком.

## История

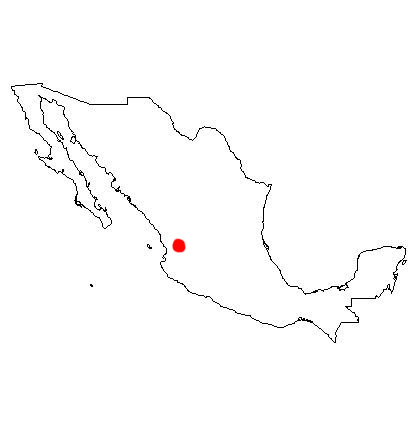
Место обитания народа Кора в современной Мексике

Кора живут в труднопроходимой горной местности и глубоких ущельях в штате Наярит и вдоль границы со штатами Халиско, Дуранго и Сакатекас. В самом начале 18 века народ проявлял некую алогичность, не позволяя католическим миссионерам жить на их территории. Кора стали одним из единственных неверующих народов, в окружающем их море индейцев-христиан и испанской культуры. В 1716 году попытка испанской экспедиции взять кора под свой контроль провалилась. Однако в 1722 году испанцы вернулись с новыми силами, и кора сдались. По некоторым испанским источникам, многие из представителей народа тогда стали христианами и практиковали. Это продолжается и сегодня, что можно видеть из особых черт, взятых кора на вооружение некоторых христианских традиций.

## Быт
Народ кора занимается самыми обычными для коренных народов Америки видами деятельности. Развито растениеводство, так как кора выращивают кукурузу, различные бобовые и амарант. Также народ немного занимается скотоводством.

## Религия

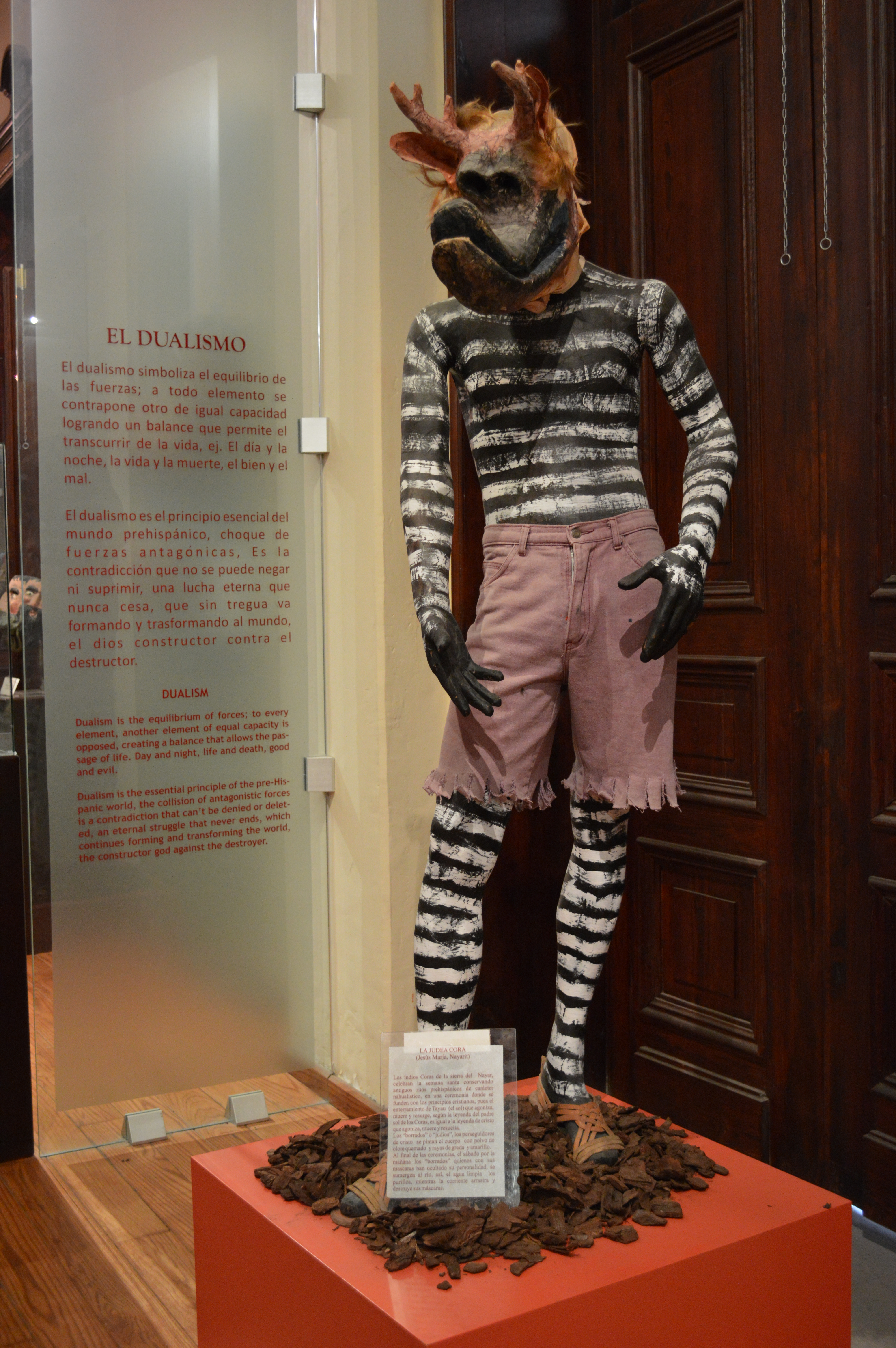
Манекен танцора Кора в маске (Национальный музей масок)

Религия кора сегодня представляет собой синкретизм между католицизмом и их верованиями до завоевания их испанцами.
Изначальное богословие народа состояло из трёх главных богов:
- Первым и самым главным был бог солнца, Таяу (Tayau), «Наш отец» — говорили они. В течение дня он путешествует по небу, а ночью он сидел на своём золотом троне. Кора верили, что облака, на самом деле, являются дымом, который выходит из его курительной трубки. В первобытные времена жрецы этого бога — Тонати (tonatí) — были самыми главными представителями власти в общине кора.
- Жена бога — Тетеван (Tetewan), является богиней подземного мира и ассоциируется обычно с луной и дождём, а также является олицетворением запада. Другие её имена могут быть Хурима (Hurima) и Насиса (Nasisa).
- Сын двух вышеописанных богов — Саутари (Sautari), «Собиратель цветов» — говорили кора. Он ассоциировался с кукурузой и с вечером. Его другие имена были Хатсикан (Hatsikan) «Большой брат», Тахас (Tahás) и Ора (Ora). В более поздний период его начали ассоциировать с Иисусом Христом.

В некоторых мифах кора очень чётко прослеживаются мезоамериканские корни. Например, миф о сотворении пятого солнца. Другие частично взяты у их географических и лингвистических соседей — уичоли. Примером может служить миф о сотворении человеческой расы, в котором последняя является потомком Человека и Женщины-Собаки, которые были единственными выжившими после катастрофического наводнения.

## Язык
Язык кора принадлежит к корачоль-астекской ветви юто-ацтекской языковой семьи. В языке насчитывается два диалекта по системе ISO: эль-наярский (на востоке) и санта-тересский (на западе). А по системе INALI их девять.